# Lægejernurt
Lægejernurt (Verbena officinalis), også skrevet Læge-Jernurt eller bare Jernurt, er en 10-80 cm høj urt, der i Danmark vokser meget sjældent nær bebyggelse og er i tilbagegang. Bladene indeholder bitterstoffer og forskellige smagsstoffer (visse sorter dufter og smager som citron).

## Beskrivelse
Jernurt er en flerårig urt med en slank, opret vækstform. Stænglen er stiv og firkantet, og de modsatte blade er ru og fligede. Oversiden er mørkegrøn, mens undersiden er lyst grågrøn.
Blomsterne sidder endestillet på skuddene i smalle aks. De enkelte blomster er små og bleglilla med fem kronblade. Frugterne er tørre spaltefrugter, som modner og spirer i Danmark, men kun under gunstige forhold.
Planten har et kraftigt og dybtgående rodnet.
Højde x bredde og årlig tilvækst: 0,60 × 0,10 m (60 × 10 cm/år).

## Voksested
Jernurt vokser på varme, tørre steppeområder i Sydeuropa (Toscana, provence, Kreta osv.).
I Danmark er den meget sjælden og i tilbagegang. Den er kun kendt fra Østjylland og Øerne nær bebyggelse.
Nær Valence i Sydfrankrig danner den samfund sammen med f.eks. buksbom, citronmelisse, glat tidselkugle, lægesalvie, rød kornel og ægte isop.

## Anvendelse
De unge blade kan bruges i salat, men de er bitre og skal bruges varsomt. Der er mange der bruger den som te, hvor man bruger friske eller tørrede blade. Den bør ikke trække ret lang tid, da den så let bliver for bitter.
Jernurt påstås at have utallige medicinske egenskaber og at være velegnet mod hovedpine, depression, søvnløshed, gulsot, mavekramper, feber, forsinket menstruation og til rensning af sår m.m. Der mangler dog dokumentation for dette.[kilde mangler]
I ældre bøger kan man læse, at jernurten også blev tillagt andre egenskaber, som i dag lyder meget tvivlsomme:

- "Kvinder bør have Jernurt med i barselsengen til beskyttelse af hende og barnet"
- "Jernurt beskytter mod ulykke, hekseri og trolddom, og giver velstand".
- "Gnider man sig med planten kan ingen modstå ens kærlighed, og den forsoner ægteskabelige stridigheder".
- "Bindes den til halen af en hest, løber den hurtigere", og så videre...

Lægejernurt er meget sjælden i Danmark. Derimod ser man ofte en anden art, Kæmpe-Jernurt (Verbena bonariensis) brugt i haver som sommerblomst, og den findes i hvid, lyserød eller lyselilla farver. Den ses i blomsterbed, krukker og altankasser, hvor den tager sig pænt ud sammen med andre blomster.
| Portal | Portal:Botanik |